# Tsiribihina
De Tsiribihina is een rivier in Madagaskar. De rivier heeft een lengte van 200 kilometer en een stroomgebied van 49 800 km². De rivier begint bij de samenvloeiing van zijrivieren Mahajil, Mania en Sakena in de buurt van de plaats Adabozato en mondt uit in de Straat Mozambique bij Belon'i Tsiribihina. De rivier start in een natuurlijke vallei gelegen tussen het plateau van Bermaraha aan de westkant en de hoogvlakte van het binnenland aan de oostkant. De rivier baant zich een weg naar de zee door de kloof van Tsiribihina, waarna de rivier door het Analabe natuurreservaat loopt. Bij de zeemonding is een rivierdelta, genaamd "Belo Tsiribihina".
De Tsiribihina kan wel een kilometer breed worden en in de rivier zwemmen nijlkrokodillen. Tegenwoordig is de rivier een belangrijke toeristische attractie, vooral door de vele fauna en flora rondom de oevers.
De naam van de rivier is vrij vertaald "Ga er niet in".
Door de lokale bevolking wordt eens in de vijf jaar traditioneel de relikwieën van de oude lokale bevolkingen in de rivier gewassen, dit ritueel wordt Fitampoha genoemd.

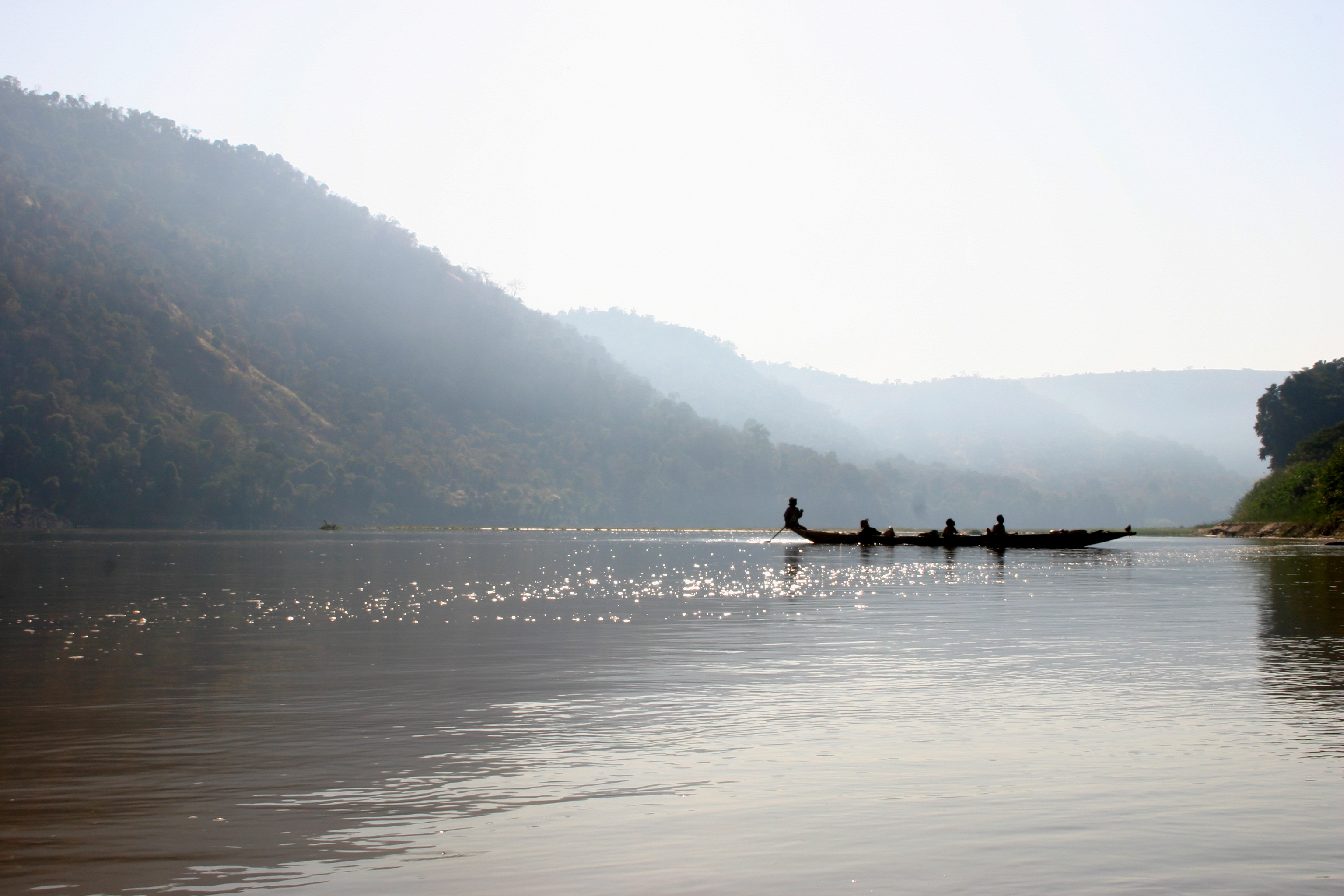

- Virtual International Authority File: 395144783028454412338